# Sebastian Haffner
Pour les articles homonymes, voir Haffner.
Sebastian Haffner (nom de plume de Raimund Pretzel), né le 27 décembre 1907 à Berlin (Allemagne) et mort le 2 janvier 1999 dans la même ville, est un écrivain et journaliste allemand.

## Biographie
Issu d'une famille de la moyenne bourgeoisie protestante, Raimund Pretzel a six ans quand éclate la première guerre mondiale et onze ans quand la monarchie s'effondre et que le Traité de Versailles consacre la défaite Allemande. Il commence sa carrière dans le droit et devient référendaire, c'est-à-dire magistrat stagiaire. Il a vingt-cinq ans quand Adolf Hitler arrive au pouvoir. En 1938, il quitte son pays, jugeant le régime nazi exécrable. Après un passage de quelques semaines à Paris, où il fréquente d'autres Allemands exilés, il s'installe en Angleterre où sa fiancée s'est réfugiée. Le couple se marie.
Il mène alors une vie extrêmement précaire. Avant le déclenchement de la Seconde Guerre mondiale, l'éditeur Warburg lui commande un livre où il raconterait son expérience d'Allemand anti-nazi. Mais la guerre éclate et le manuscrit n'est pas publié.
Raimund/Sebastian retourne dans son pays en 1954. Il y mène une carrière de journaliste et d'historien reconnu.
Après sa mort, son manuscrit Histoire d'un Allemand, retrouvé par son fils, est publié pour la première fois en Allemagne en 2000, puis en 2003 en France, sous le titre : Histoire d'un Allemand, souvenirs, 1914-1933.
Alain Finkielkraut consacre au témoignage de Haffner un chapitre important dans son essai Un cœur intelligent (« L'encamaradement des hommes »), Éd. Folio, 2010.

## Œuvres (traduites en français)
- 1967 - Churchill: un guerrier en politique, Alvik, 2002.
- 1968 - Allemagne, 1918: une révolution trahie, Complexe, 2001 ; Agone, collection "Éléments", 2018.
- 1969 - Le Pacte avec le diable: les relations germano-soviétiques 1917-1941

Traduction du livre publié en allemand en 1968 sous le titre "Der Teufelspakt: 50 Jahre deutsch-russische Beziehungen" par Pierre Kamnitzer (1969, Collection "L'histoire que nous vivons", Robert Laffont) / (Réédition 2006, Alvik)
- 1979 - Un certain Adolf Hitler.

Traduction du livre publié en allemand en 1978 sous le titre "Anmerkungen zu Hitler" par Sylvie Courtine-Denamy, Ole Hansen-Løve (1979, Bernard Grasset) / (Réédition 2014, Perrin sous le titre "Considérations sur Hitler").
- 1980 - Profils prussiens, Gallimard, 1983.
- 1987 - De Bismarck à Hitler, La Découverte, 1991.
- 2000 - Histoire d'un Allemand, souvenirs, 1914-1933, Actes Sud, 2003  (ISBN 978-2-7427-5151-8)

ce texte est le manuscrit qui lui avait été commandé avant-guerre. Il a été retrouvé dans les archives de l'auteur après sa mort.